# Arquidiocese de Esmirna
A Arquidiocese de Esmirna (Archidioecesis Smyrnensis) é uma circunscrição eclesiástica da Igreja Católica na Turquia, pertencente à Província Eclesiástica de Turquia.
A Sé latina de Esmirna foi erguida em 1364 por Papa Clemente VI e erguida à arquidiocese em 1818.
Em 2013 contava com 15.000 batizados. É atualmente governada pelo arcebispo Martin Kmetec, O.F.M.Conv.

## Cronologia dos Arcebispos
Arcebispos recentes:
- Vincent Spaccapietra (1862 - 1878)
- Andrea Policarpo Timoni (1879 - 1904)
- Domenico Raffaele Francesco Marengo, OP (1904 - 1909)
- Giuseppe Antonio Zucchetti, OFM Cap (1909 - 1920)
- Giovanni Battista Federico Vallega (1921 - 1929)
- Eduardo Tonna (1929 - 1937)
- Joseph Emmanuel Descuffi, CM (1937 - 1965)
- Alfred Cuthbert Gumbinger, OFM Cap (1965 - 1966)
- Giovanni Enrico Boccella, TOR (1967 - 1978)
- Domenico Caloyera, OP (1978 - 1983)
- Giuseppe Germano Bernardini, OFM Cap (1983 - 2004)
- Ruggero Franceschini, OFM Cap (2004–2015)
- Lorenzo Piretto, O.P. (2015-2020)
- Martin Kmetec, O.F.M.Conv.  (2020-atual)